# Santiago Niño Becerra
Santiago Niño Becerra (Barcelona, 1951) es un economista español. Ha desempeñado diversos puestos en empresas del sector siderúrgico y desde el año 1994 es catedrático de Estructura Económica en el Instituto Químico de Sarriá de la Universidad Ramon Llull de Barcelona. Reside en Vilassar de Mar, desde 1979.

## Formación, trabajo y docencia
Niño Becerra estudió en la Universidad de Barcelona. En 1980 publica su tesis doctoral bajo el título La teoría general de sistemas. Una aproximación a las unidades económicas de producción con estudio aplicado al sector siderúrgico dirigida por Pedro Voltes Bou.
Ha ocupado diversos puestos y cargos en empresas, fundamentalmente del sector siderúrgico, hasta 1992.[cita requerida]
Desde 1994 es catedrático de Estructura Económica y profesor en la Facultad de Economía IQS Instituto Químico de Sarrià de la Universidad Ramon Llull de Barcelona.

### Teoría sobre el nuevo crack económico de 2010
Santiago Niño Becerra ha vaticinado —en su libro El crash del 2010 y trazando cierto paralelismo con el crack del 29— una profunda crisis y una posterior y larga depresión que se puede prolongar hasta 2020. El comienzo de la gran recesión o crack será en 2010 —aunque otros como el FMI prevén un incremento del PIB mundial del 3,1 % para 2010 y 4,2 % para 2011— pero no habrá recuperación sino que hasta 2012 continuará una fuerte recesión que se atenuará en 2015 aunque sus efectos se prolongarán hasta 2020.

#### Críticas a su teoría sobre el nuevo crash
Se consideraban desmesurados sus pronósticos que afirmaban que la evolución del desempleo alcanzaría tasas de paro del 20 % y hasta del 30 %, y que el precio del petróleo alcanzaría los 250 dólares en 2015.
Se superó el 28 % de tasa de desempleo en 2013, sin embargo, el precio del petróleo alcanzó en 2015 mínimos.

## Publicaciones
Artículos
- Santiago Niño Becerra, Mónica Martínez Blasco, Los precios de los bienes de consumo habitual: los casos de las ciudades de Boston y Barcelona, Boletín económico de ICE, Información Comercial Española, ISSN 0214-8307, Nº 2830, 2005, pags. 9-16.
- Santiago Niño Becerra, Mónica Martínez Blasco, El acceso a Internet en el entorno europeo, Boletín económico de ICE, Información Comercial Española, ISSN 0214-8307, Nº 2852, 2005, pags. 11-18
- Mónica Martínez Blasco, Santiago Niño Becerra, La economía de la educación en la UE-25 (1999-2002), Alta dirección, ISSN 0002-6549, Año nº 41 42, Nº 243-244, 2006, pags. 73-82
- Santiago Niño Becerra, Mónica Martínez Blasco, La UE-25 y la fiscalidad de los combustibles de automoción, Boletín económico de ICE, Información Comercial Española, ISSN 0214-8307, Nº 2840, 2005, pags. 23-29

Libros
- Niño Becerra, Santiago, El crash del 2010, Editorial 'Los libros del lince', 2009, ISBN 978-84-937038-0-6[11]
- Niño Becerra, Santiago, "Más allá del crash", Editorial 'Los libros del lince', 2011, ISBN 978-84-15070-15-3[12]
- Niño Becerra, Santiago, Diario del crash, Editorial 'Los libros del lince', 2013, ISBN 978-84-15070-34-4[13]
- Niño Becerra, Santiago. "La economía. Una Historia muy personal", Editorial Los libros del lince, 2015, ISBN 978-84-15070-49-8

Presentaciones
- Niño Becerra, Santiago, El crash del 2010, VI Forum GT, AUSAPE, 2010.

- Fernández, Inma y Niño Becerra, Santiago, El gran crash, 2011, Círculo Atenea,[14] 2004.
- Fernández, Inma y Niño Becerra, Santiago, Las grandes crisis socioeconómicas en la era de Piscis, en el Congreso de astrología de Barcelona,[14] 2005